# قمة رابطة الآسيان ومجلس التعاون الخليجي والصين 2025
قمة رابطة الآسيان ومجلس التعاون الخليجي والصين 2025 عقدت القمة بمدينة كوالالمبور عاصمة مملكة ماليزيا يوم الثلاثاء 27 مايو 2025 برئاسة رئيس مجلس وزراء مملكة ماليزيا أنور إبراهيم.   

## المشاركون

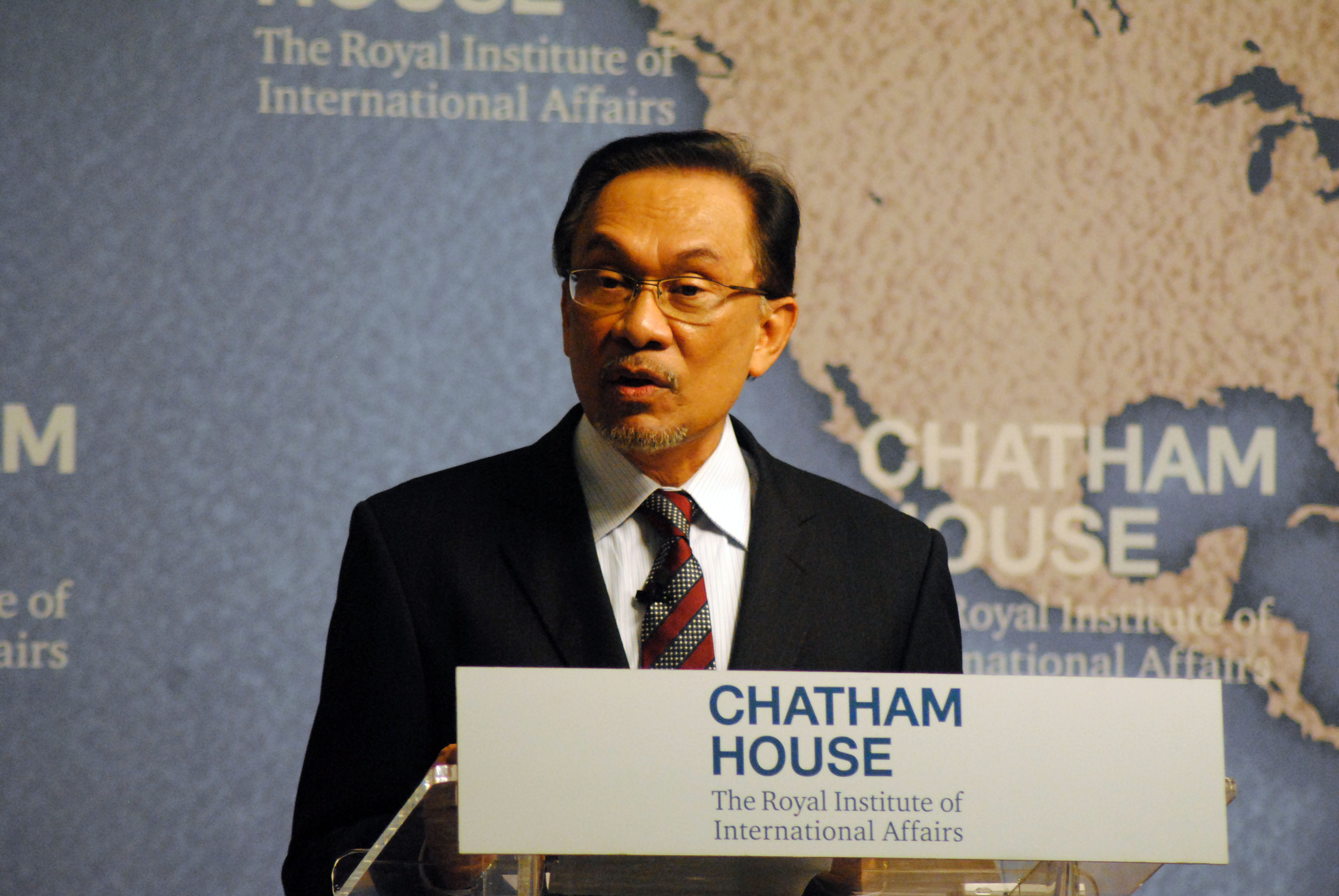
مملكة ماليزيا معالي السيد أنور إبراهيم رئيس مجلس الوزراء (رئيس القمة)
دولة الكويت سمو الشيخ صباح خالد الحمد الصباح ولي العهد
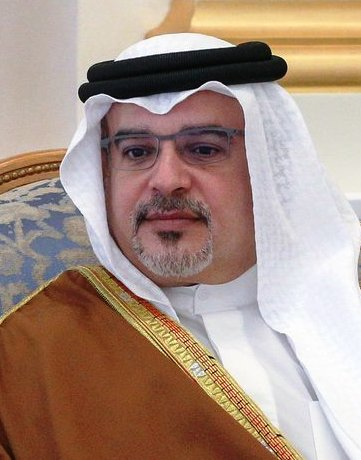
مملكة البحرين صاحب السمو الملكي الأمير سلمان بن حمد آل خليفة ولي العهد رئيس مجلس الوزراء
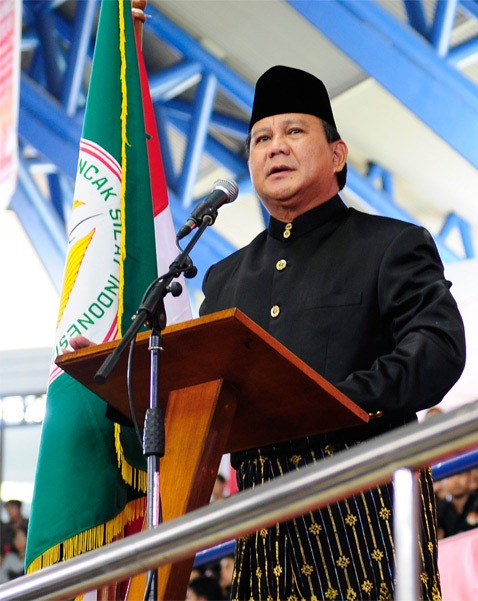
جمهورية إندونيسيا فخامة الرئيس فرابوو سوبيانتو رئيس جمهورية إندونيسيا
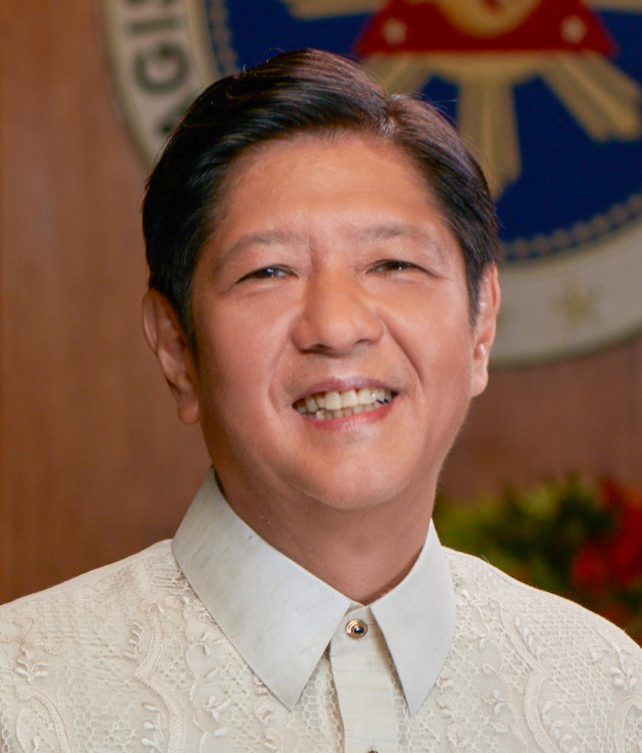
جمهورية الفلبين فخامة الرئيس بونغ بونغ ماركوس رئيس جمهورية الفلبين
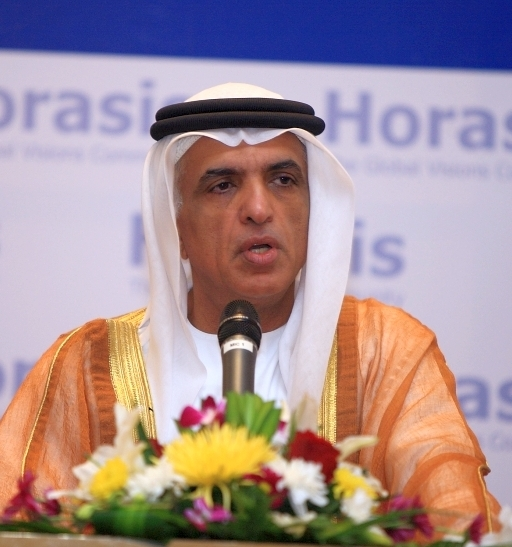
دولة الإمارات العربية المتحدة صاحب السمو الشيخ سعود بن صقر القاسمي حاكم إمارة رأس الخيمة
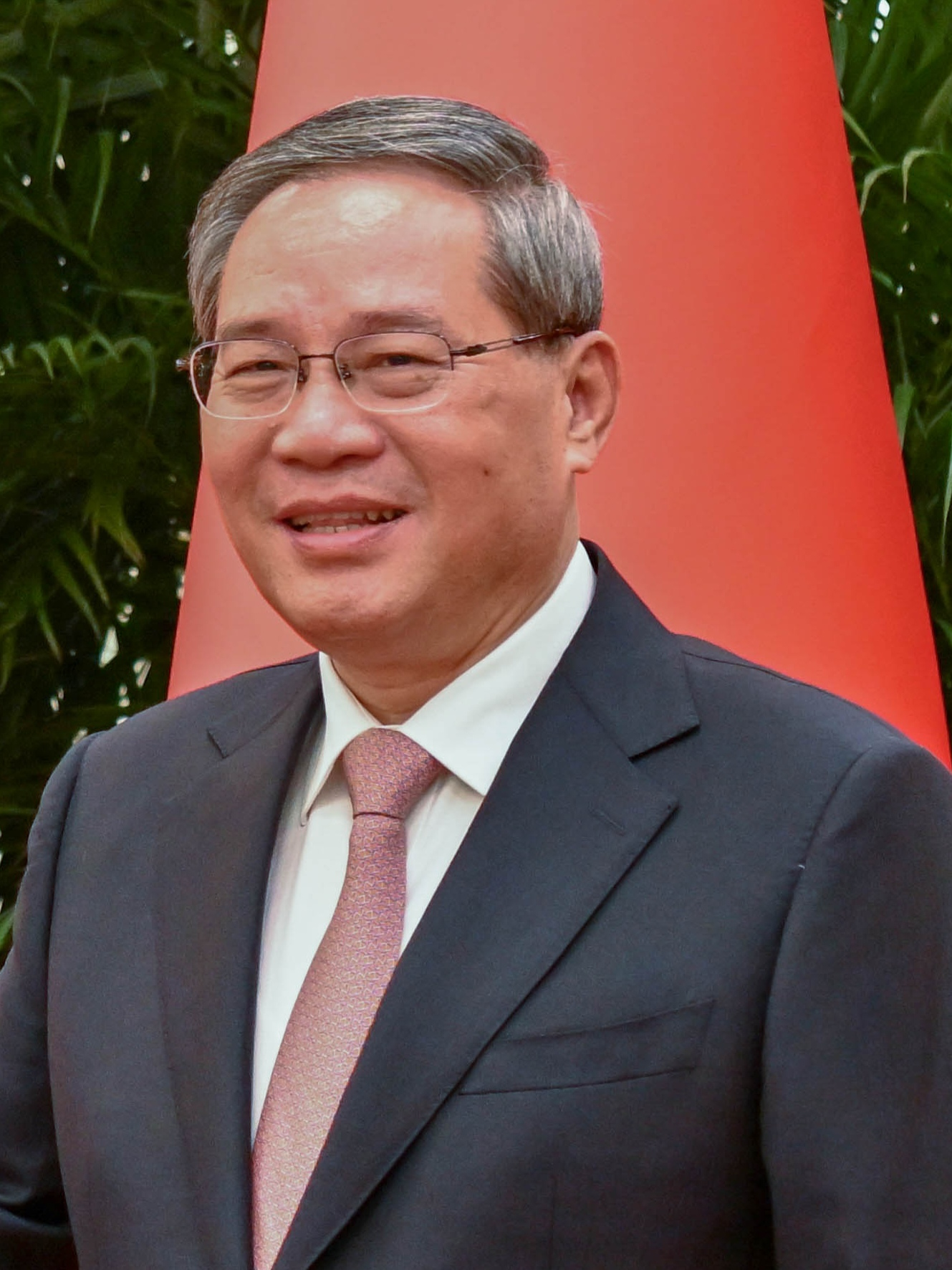
جمهورية الصين الشعبية معالي السيد لي تشيانغ رئيس مجلس الدولة
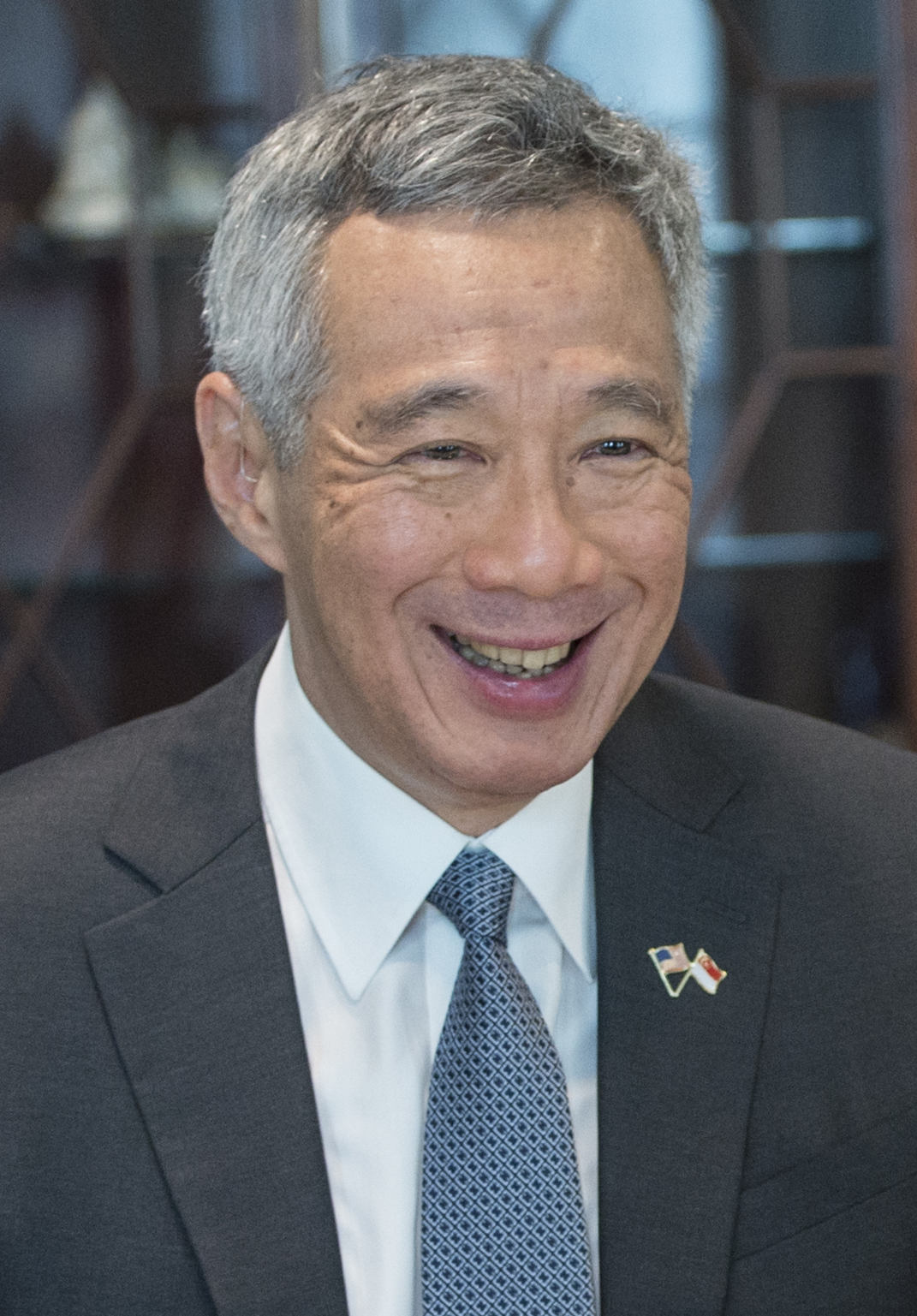
جمهورية سنغافورة معالي السيد لورانس وونغ رئيس مجلس الوزراء
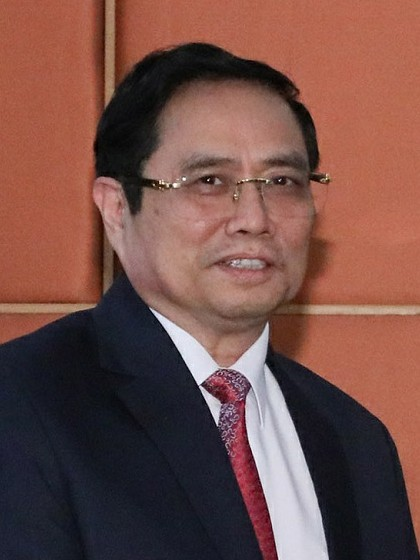
جمهورية فيتنام معالي السيد فام مينه تشين رئيس مجلس الوزراء
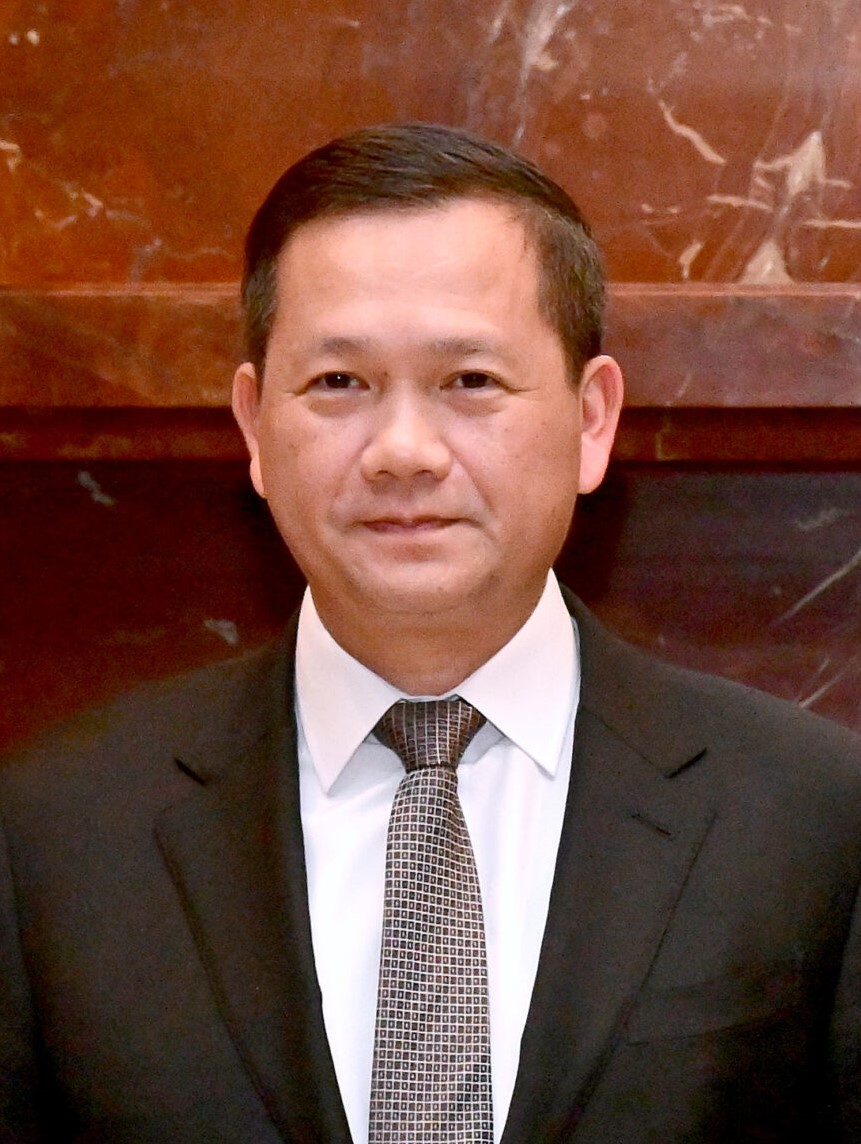
مملكة كمبوديا سعادة السيد هون مانيت رئيس مجلس الوزراء
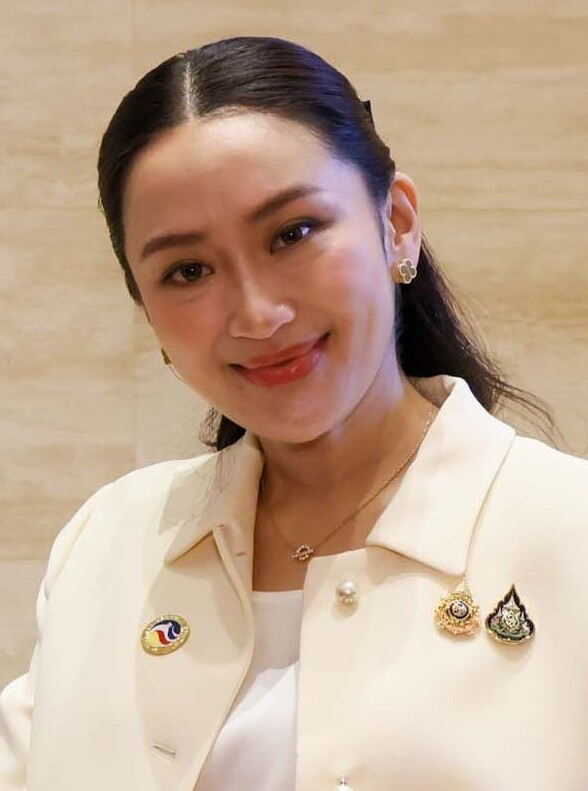
مملكة تايلاند معالي السيدة باتونجتارن شيناواترا رئيسة مجلس الوزراء
جمهورية لاوس الديمقراطية الشعبية معالي الدكتور سونيكساي سيفاندون رئيس مجلس الوزراء
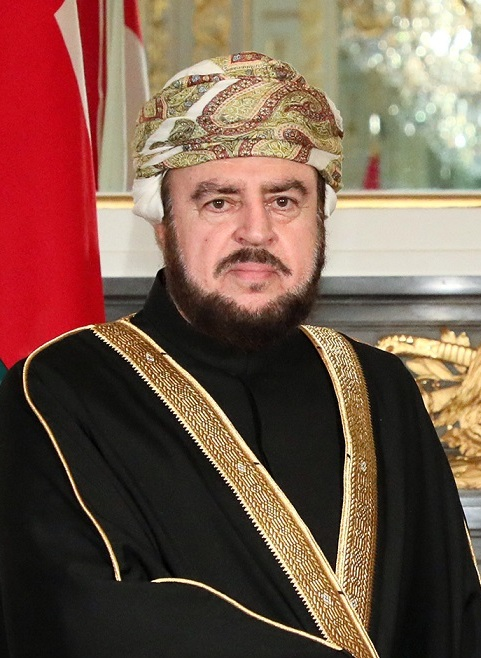
سلطنة عمان صاحب السمو السيد أسعد بن طارق آل سعيد نائب رئيس مجلس الوزراء لشؤون العلاقات والتعاون الدولي والممثل الخاص للسلطان
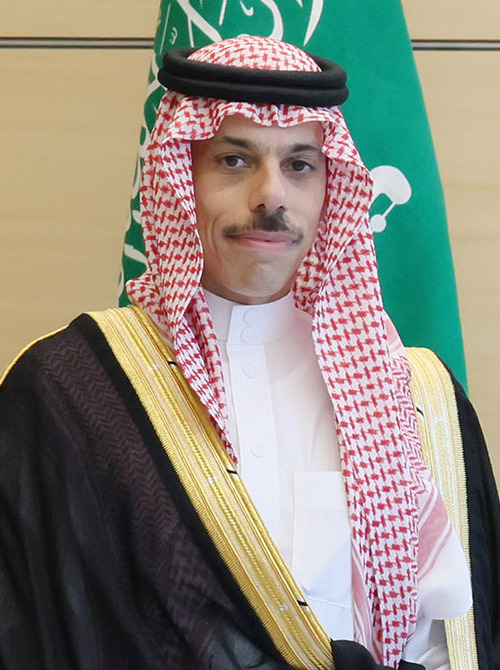
المملكة العربية السعودية صاحب السمو الأمير فيصل بن فرحان آل سعود وزير الخارجية
دولة قطر سعادة الشيخ فيصل بن ثاني بن فيصل آل ثاني وزير التجارة والصناعة
سلطنة بروناي دار السلام معالي السيد داتوسري سيتيا حاج الوزير الثاني للشؤون الخارجية
الأمانة العامة لمجلس التعاون الخليجي معالي السيد جاسم محمد البديوي أمين عام مجلس التعاون لدول الخليج العربية

## انظر ايضا
- مجلس التعاون لدول الخليج العربية
- أسيان
- الصين
- قمة رابطة الآسيان مجلس التعاون الخليجي 2025